# Joachim Günther (Herausgeber)
Joachim Günther, Pseudonym Johann Siering  (* 13. Februar 1905 in Hofgeismar; † 14. Juni 1990 in Berlin) war ein deutscher Publizist, Journalist, Essayist, Erzähler und Literaturkritiker.

## Leben
Der Sohn des Hofgeismarer Bürgermeisters, der aus Ostpreußen stammte, lebte seit 1911 in Berlin. Er studierte Philosophie, Literatur- und Kunstgeschichte an der Universität Berlin. In Berlin überbrückte er während des Dritten Reiches als Journalist die politischen Veränderungen und schrieb Literaturkritiken und Essays für Zeitungen und Zeitschriften. Joachim Günther war freier Mitarbeiter beim Berliner Tageblatt, der Deutschen Allgemeinen Zeitung und der Deutschen Rundschau. Von 1944 bis 1945 wurde er als Sanitäter in Lazarettzügen dienstverpflichtet. Von 1950 bis 1954 studierte er in Berlin Theologie an der Kirchlichen Hochschule. Der Kurzprosa-Spezialist verfasste Aphorismen und Erzählungen. 1954 gründete Joachim Günther zusammen mit Paul Fechter die Zeitschrift Neue Deutsche Hefte, die er seit 1966 vierteljährlich in seinem eigens gegründeten Berliner Selbstverlag publizierte. 1957 veröffentlichte er in dieser Reihe mit Rudolf Hartung Lyrik unserer Zeit.
Mit Ina Seidel und Karl August Horst gab er 1955 die Festschrift „Ina Seidel feiert am 15. September 1955 ihren 70. Geburtstag“ heraus. 1960 wurde Joachim Günther PEN-Mitglied. Joachim Günther und Willy Haas beteiligten sich in „Der Streit um Hochhuths Stellvertreter“ an der Diskussion um Rolf Hochhuths umstrittenes Buch „Der Stellvertreter“. 1968 gab er das viel beachtete Buch War ich ein Nazi? Politik-Anfechtung des Gewissens heraus. Ludwig Marcuse trug eine Anleitung für den Leser bei.
1974 wurde Günther Mitglied der Deutschen Akademie für Sprache und Dichtung und im gleichen Jahr mit dem Johann-Heinrich-Merck-Preis ausgezeichnet. Günther verstarb 1990 in seinem Haus in Berlin. Nachrufe auf Günther verfassten 1990 Christine Brückner und Hilde Domin.
Er war befreundet mit dem Schriftstellerehepaar Christine Brückner und Otto Heinrich Kühner.

## Zitate
In den „Findlingen“ schrieb 1976 Joachim Günther:

„Ruhm ist auch ein Anfang des Todes. Aber es gibt kaum eine Möglichkeit, Ruhm oder Reichtum abzuwehren.“

## Literarische Erwähnung
Christine Brückner schrieb über Joachims Günthers Aphorismensammlung „Findlinge“:

„Seine Aphorismen sind geistreich, aber nicht witzig um der Eitelkeit einer gelungenen Pointe willen, er geht behutsam mit jenen um, die er seine Findlinge nennt.“

## Auszeichnungen
- 1974 Johann Heinrich Merck-Preis

## Werke
- Das letzte Jahr. Mein Tagebuch 1944/45. Claassen & Goverts, Hamburg 1948
- Dank und Erkenntnis : Paul Fechter zum 75. Geburtstag am 14. September 1955
- Wiener Papageienbüchlein. 1957
- Lyrik unser Zeit. 1957
- Der Streit um Hochhuths Stellvertreter. 1963
- War ich ein Nazi?. 1968
- Jaworte, Neinworte. 1970
- Das sehr ernste Märchen von Gott Zwischenfragen an Theologie und Kirche. 1971
- Findlinge (Aphorismen). 1976
- Es war ja wie verreist-Berliner Spaziergänge. 1983
- Seestücke. 1985
- Reisebilder. 1991
- Die alten Tugenden